# A Snowflake Fell (And It Felt Like a Kiss)
A Snowflake Fell (And It Felt Like a Kiss) è il secondo album del gruppo scozzese Glasvegas, pubblicato il 1º dicembre 2008 dalla Columbia Records.

## Tracce
1. Careful What You Wish For - 1:49
2. Fuck You, It's Over - 4:44
3. Cruel Moon - 4:36
4. Please Come Back Home - 3:29
5. A Snowflake Fell (And It Felt Like a Kiss) - 4:23
6. Silent Night/Noapte de Vis - 3:01